# Red Mecca
Red Mecca è il terzo album in studio del gruppo musicale inglese Cabaret Voltaire, pubblicato nel 1981.

## Tracce
Side A
1. A Touch of Evil – 3:11
2. Sly Doubt – 4:59
3. Landslide – 2:08
4. A Thousand Ways – 10:35

Side B
1. Red Mask – 6:54
2. Split Second Feeling – 3:47
3. Black Mask – 3:19
4. Spread the Virus – 3:40
5. A Touch of Evil (Reprise) – 1:32